# Halsall
Halsall is een civil parish in het bestuurlijke gebied West Lancashire, in het Engelse graafschap Lancashire.